# Carabobo
Lo Stato di Carabobo è uno dei 23 stati del Venezuela. È situato nella parte settentrionale del paese sulla costa del Mar dei Caraibi. Confina a nord con il Mar dei Caraibi, a sud con gli Stati di Cojedes e Guárico, a est con Aragua e a ovest con Yaracuy.
Il capoluogo è la città industriale di Valencia la cui area metropolitana comprende circa 1 350 000 abitanti. Altri centri rilevanti sono Puerto Cabello (130.000) e Guacara (100.000).
Il Carabobo è lo Stato con la maggior concentrazione di industrie del Venezuela. Vi si trovano diverse industrie del settore petrolchimico e un'importante raffineria di petrolio nonché industrie meccaniche, di assemblaggio di autoveicoli, industrie alimentari, di ceramica industriale, tessili e di elettrodomestici.

## Comuni e capoluoghi
La suddivisione amministrativa dello Stato di Carabobo è stata stabilita nel 1996 ed è la seguente: 
- 14 comuni a loro volta divisi in 
  - 23 Parrocchie urbane (parroquias urbanas)
  - 9 Parrocchie non urbane (parroquias no urbanas)

I comuni sono:
1. Bejuma (Bejuma)
2. Carlos Arvelo (Güigüe)
3. Diego Ibarra (Mariara)
4. Guacara (Guacara)
5. Juan José Mora (Morón)
6. Libertador (Tocuyito)
7. Los Guayos (Los Guayos)
8. Miranda (Miranda)
9. Montalbán (Montalbán)
10. Naguanagua (Naguanagua)
11. Comune di Puerto Cabello (Puerto Cabello)
12. San Diego (San Diego)
13. San Joaquín (San Joaquín)
14. Valencia (Valencia)